# Antonio Rojano
Antonio Rojano (Córdoba, 1982). Escritor, dramaturgo y guionista español.

## Biografía
Antonio Rojano nació en Córdoba en 1982. Mientras cursaba estudios de Periodismo en la Universidad de Sevilla se formó en escritura dramática y guion. Con apenas 22 años, tras una beca de creación en la Fundación Antonio Gala para Jóvenes Creadores, escribió Sueños de arena, texto posteriormente galardonado con el Premio Nacional de Teatro Calderón de la Barca del Ministerio de Cultura (2005). 
En diciembre de 2016 recibió el Premio Lope de Vega de Teatro por su texto Furiosa Escandinavia, galardón histórico que entrega el Ayuntamiento de Madrid. La obra fue estrenada por el Teatro Español en 2017 con notable éxito de público, siendo elegida por gran parte de la prensa especializada como uno de los mejores estrenos del año. El montaje mereció cinco candidaturas a los XXI Premios MAX (entre ellas, la de Mejor Espectáculo de Teatro y Mejor Autoría) y resultó ganador del Premio MAX a Mejor Diseño de Iluminación. El texto fue escrito gracias a la Beca Leonardo 2014 de la Fundación BBVA, siendo seleccionado como uno de los finalistas del Premio Nacional de Literatura Dramática en 2018.
Como guionista, ha formado parte del equipo de guion de Los años nuevos (Caballo Films, Movistar y ARTE France, 2024), serie original de Rodrigo Sorogoyen para Movistar Plus+ estrenada en el 81º Festival Internacional de Cine de Venecia y nominada a cuatro Premios Feroz 2025 (entre ellos, Mejor Serie Dramática y Mejor Guion). Ha coescrito junto a Miguel del Arco la serie Las noches de Tefía (Buendía Estudios y Atresmedia Televisión, 2023), nominada a cuatro Premios Iris (España) y ganadora del prestigioso Premio Glaad 2024 a Mejor Serie de Habla Hispana. En 2021, fue becado en las III Residencias de la Academia de Cine para desarrollar un proyecto audiovisual de ficción. Entre 2009 y 2012, ocupó el cargo de director narrativo del estudio madrileño de videojuegos Tequila Works para el que escribió Deadlight, un proyecto de Microsoft Studios para diversas plataformas como Xbox Live Arcade, Play Station Store y Steam (PC) en 2012. El juego fue nominado en los BAFTA Games Awards 2013 en la categoría de Mejor Juego Debut y se convirtió en uno de los mayores éxitos de la industria española de los videojuegos.
Desde 2018, el autor desarrolla un proyecto artístico multidisciplinar sobre la identidad y la memoria en el marco de la guerra civil española. El libro de Toji ha tenido una versión transmedia durante el Festival de Otoño de Madrid (2020) y una versión narrativa al publicarse como novela por la editorial AlmuzaraLibros (2022).

## Obras de teatro
Con más de una quincena de textos teatrales estrenados en teatros públicos y privados, destacan los siguientes montajes: Ricardo III, versión libre de la obra de William Shakespeare junto a Miguel del Arco (El Pavón Teatro Kamikaze, Madrid, 2019); Hombres que escriben en habitaciones pequeñas (Centro Dramático Nacional, Madrid, 2019); Catástrofe (Sala Cuarta Pared, Madrid, 2019); Furiosa Escandinavia (Teatro Español, Madrid, 2017); DioS K, dramaturgia basada en la novela ‘Karnaval’ de Juan Francisco Ferré (Teatro Español, Madrid, 2016); La ciudad oscura (Centro Dramático Nacional, Madrid, 2015); Ascensión y caída de Mónica Seles (La Casa de la Portera, Madrid, 2014); Fair Play (Sala Cuarta Pared, Madrid, 2011); y La decadencia en Varsovia (CAT, Sevilla, 2007). La mayor parte de su obra dramática se encuentra publicada y ha sido traducido al inglés, francés, italiano y japonés.
Su trabajo ha recibido numerosos galardones como el Premio Marqués de Bradomín, el Premio Romero Esteo o el Premio Caja España de Teatro. En tres ocasiones ha sido finalista del Premio Nacional de Literatura Dramática (2016, 2017 y 2018), así como tres veces candidato al Premio MAX a Mejor Autoría (2016, 2018 y 2019), entre otros reconocimientos. Su obra Nací en el Norte para morir en el Sur fue traducida al inglés y leída en el Royal Court Theatre de Londres durante el verano de 2010, donde participó como dramaturgo residente becado en la 23ª Residencia Internacional. Además, ha sido invitado a participar en diversos festivales internacionales como La Mousson d'été, Interplay Europe, el Obrador d'Estiú o el encuentro Voices from Spain, intercambio con dramaturgos emergentes ingleses y españoles organizado por el Royal Court Theatre. Además, ha disfrutado de estancias de larga duración en Alemania y Corea del Sur.

## Estilo
En su dramaturgia, inspirado por la idea del simulacro como generador de realidades, encontramos dispositivos que utilizan estructuras en abismo. El uso de ficciones multiplicadas (a partir de la literatura, la historia o la memoria) pretende poner en evidencia los mecanismos fraudulentos de «lo real». Un teatro de texto que se asienta sobre la subversión de los géneros, la innovación en el lenguaje y la ruptura de los límites entre lo narrativo y lo dramático.

Dramaturgo muy exigente en su escritura, busca la concisión y la incisividad en las réplicas y en los parlamentos de unos personajes que se expresan siempre en un verbo duro con el que se defienden de una existencia que se les muestra hostil. Esa voluntad de combatir con la palabra las dificultades de su vida se entrecruza con una necesidad inconfesada de ocultamiento, una tentativa de esquivar sus propias conductas. La pugna entre estos dos apremios configura un lenguaje con un ritmo entrecortado y vivo a un tiempo, muy característico del estilo de Rojano, quien maneja con destreza recursos como: el diálogo sincopado y abrupto, el soliloquio narrativo, la elipsis, la superposición y el solapamiento de escenas, la sustracción de ciertas informaciones, la renuncia a antecedentes u otra clase de explicaciones complementarias o la fuerza plástica que proporcionan las imágenes oníricas.
Eduardo Pérez-Rasilla en Revista Acotaciones, nº 27

## Estrenos
- Yo también camino como Jayne Mansfield. Radioteatro. RNE y Radio 3, Madrid, 2006.
- La decadencia en Varsovia. Centro Andaluz del Teatro. Dirección de María Ruíz. Sevilla, 2007.
- Incitación al Kennedycidio. Proyecto Bufo. Dirección de Arturo Bernal. Madrid, 2008.
- Nací en el Norte para morir en el Sur. Lectura dramatizada. Royal Court Theatre. Dirección de Jamie Lloyd. Londres, 2010.
- Fair Play. Rajatabla Teatro. Dirección de Antonio C. Guijosa, que recibió por este montaje el Premio José Luis Alonso de la ADE al Mejor Director Joven. Madrid, 2011.
- El cementerio de neón. Compañía Dekómikos. Dirección de Jorge Cassino. Madrid, 2011.
- B is for Bacon. Lectura dramatizada. Obrador d’Estiú / Festival del Grec. Dirección de Thomas Sauerteig. Barcelona, 2012.
- Ascensión y Caída de Mónica Seles. La Casa de la Portera. Dirección de Víctor Velasco. Madrid, 2014.
- Katiuskas. Lectura dramatizada. Actoral Lab / Fringe14. Dirección de Paco Montes. Madrid, 2014.
- Contra la ironía de la clase media en Parking Matadero. Fringe14. Dirección Rubén Cano. Madrid, 2014.
- La ciudad oscura. Centro Dramático Nacional. Dirección de Paco Montes. Madrid, 2015.
- Calderón Cadáver. La Pita Teatro / Escénate. Festival de Almagro. Dirección de Ernesto Arias. Almagro, 2015.
- DioS K. Teatro Español. Dirección de Víctor Velasco. Madrid, 2016.
- Windsor. Nave 73. Dirección de Max Lemcke. Madrid, 2016.
- Furiosa Escandinavia.Teatro Español. Dirección de Víctor Velasco. Madrid, 2017.
- Catástrofe. La Caja Flotante. Dirección de Íñigo Rodríguez-Claro. Pamplona, 2018 / Madrid, 2019.
- Ricardo III. El Pavón Teatro Kamikaze. Dirección de Miguel del Arco. Madrid, 2019.
- Hombres que escriben en habitaciones pequeñas. Centro Dramático Nacional, Entrecajas Producciones Teatrales, Avance Producciones y García-Pérez Producciones. Dirección de Víctor Conde. Madrid, 2019.
- El libro de Toji. Festival de Otoño. Dirección de Antonio Rojano. Madrid, 2020.
- La Odisea de Magallanes-Elcano. Teatro Clásico de Sevilla. Dirección de Alfonso Zurro. Sevilla, 2021.

## Guion
- Deadlight (Videojuego) Tequila Works / Microsoft Studios. XBOX Live Arcade, Play Station y Steam (PC), 2012.
- Las noches de Tefía (Serie de ficción) Buendía Estudios / Atresmedia Televisión. Atresplayer, 2023.
- Los años nuevos (Serie de ficción) Caballo Films / Movistar / ARTE France. Movistar Plus+, 2024.

## Publicaciones
Narrativa
- El libro de Toji. Berenice, Editorial Almuzara, Córdoba, 2022.

Teatro
- Sueños de arena Centro de Documentación Teatral, Ministerio de Cultura, Madrid, 2006.
- La decadencia en Varsovia. INJUVE, Ministerio de Trabajo y Asuntos Sociales, Madrid, 2006 / Colección Premio Miguel Romero Esteo, n.º 5, Junta de Andalucía, Consejería de Cultura, Sevilla, 2006.
- El cementerio de neón. Caja España, León, 2010.
- Los Vegasianos. Gobierno de Extremadura. Diputación de Badajoz y de Cáceres, Badajoz, 2012.
- Katiuskas. Colección Dramaturgias Actuales. Ministerio de Educación, Cultura y Deporte. INAEM. Edición electrónica, 2012.
- Hombres que escriben en habitaciones pequeñas. II Laboratorio de Escritura Teatral. Colección Teatro Autor, n.º 188, Fundación SGAE, Madrid, 2014.
- La ciudad oscura Colección 'Autores en el Centro'. Centro Dramático Nacional, n.º 26, Madrid, 2015.
- Nací en el Norte para morir en el Sur Ediciones Invasoras, Vigo, 2016.
- DioS K. Colección Teatro Autor Exprés, Fundación SGAE, Madrid, 2017.
- Furiosa Escandinavia. Ediciones Antígona, n.º 99, Madrid, 2017.
- Supernova  I Beca El Pavón Teatro Kamikaze. Editorial Acto Primero, Madrid, 2017.
- Ricardo III. Ediciones Antígona, n.º 160, Madrid, 2019.
- Fair Play, en la antología "La Mano de Dios: Fútbol y Teatro". Punto de Vista Editores, Madrid, 2021.

Teatro Breve
- Spleen. Antología Y siempre. Libros del Claustro Alto, Córdoba, 2004, págs. 35-49.
- Yo también camino como Jayne Mansfield. DIONISOS, Revista teatral de Extremadura n.º 6, junio 2008, págs. 77-92.
- Jacqueline K. Maratón de Monólogos 2008, AAT, Madrid, 2009, págs. 109-114.
- Perversión sexual en Sevilla. Día Mundial del Teatro 2010, n.º 21, Junta de Andalucía, Consejería de Cultura, Sevilla, 2010.
- La línea en la arena. Revista ESTRENO, Vol. 27.2, Otoño 2011, Houston, Texas, Estados Unidos, págs. 37-43.
- Fúnebre. Antología ¿Qué se esconde tras la puerta?. Ediciones Antígona, n.º 71, Madrid, 2016, págs. 217-225.
- La Odisea de Magallanes-Elcano. Antología por el V Centenario de la Primera Vuelta al Mundo. Ayuntamiento de Sevilla, Sevilla, 2021.

## Premios y reconocimientos
- (2003) Beca de la «Fundación Antonio Gala para Jóvenes Creadores». Segunda promoción.
- (2005) Premio Nacional de Teatro Calderón de la Barca: Sueños de arena.
- (2006) VIII Concurso Bianual de Textos Teatrales Miguel Romero Esteo: La decadencia en Varsovia.
- (2006) Premio Marqués de Bradomín: La decadencia en Varsovia.
- (2006) Premio de Radioteatro de Radio Nacional de España: Yo también camino como Jayne Mansfield.
- (2009) Premio Caja España de Teatro: El cementerio de neón.
- (2009) Beca de creación «En Blanco», Sala Cuarta Pared: Fair Play.
- (2010) Residencia Internacional del Royal Court Theatre (Londres, Reino Unido): Nací en el Norte para morir en el Sur.
- (2011) VIII Premio FATEX (Segundo Premio): Los Vegasianos.
- (2012) Beca de creación «Dramaturgias Actuales», Ministerio de Cultura: Katiuskas.
- (2013) Residencia Internacional Iberescena (Berlín, Alemania): La ciudad oscura.
- (2013) Nominado a los «Premios BAFTA» a Mejor Juego Debut, British Academy of Film and Television Arts: Deadlight.
- (2014) Beca de creación II «Laboratorio de Escritura Teatral Fundación SGAE»: Hombres que escriben en habitaciones pequeñas.
- (2014) Beca de creación «Leonardo» de la Fundación BBVA: «I Ayudas a Innovadores y Creadores Culturales»: Furiosa Escandinavia.
- (2015) Autor seleccionado por el programa «Escritos en la escena» del CDN: La ciudad oscura.
- (2016) Candidato a Mejor Autoría en los XIX «Premios MAX» de las Artes Escénicas: La ciudad oscura.
- (2016) Finalista del Premio Nacional de Literatura Dramática: La ciudad oscura.
- (2016) Premio Lope de Vega de Teatro: Furiosa Escandinavia.
- (2017) Medalla de San Isidoro de Sevilla, por su trayectoria. Unión Nacional de Escritores Españoles.[1]
- (2017) I Beca Artística «El Pavón Teatro Kamikaze»: Supernova.
- (2017) Finalista del Premio Nacional de Literatura Dramática: Nací en el Norte para morir en el Sur.
- (2018) Candidato al X Premio «Andaluces del Futuro»: Cultura. Grupo Joly y Bankia.
- (2018) Premio «Córdoba a Escena» 2018, por su trayectoria. Diputación de Córdoba.
- (2018) Candidato a Mejor Autoría en los XXI «Premios MAX» de las Artes Escénicas: Furiosa Escandinavia.
- (2018) Residencia Internacional AC/E-Toji Cultural Foundation (Seúl, Corea del Sur): El libro de Toji.
- (2018) Finalista del Premio Nacional de Literatura Dramática: Furiosa Escandinavia.
- (2019) Candidato a Mejor Autoría en los XXII «Premios MAX» de las Artes Escénicas: Catástrofe.
- (2019) Beca para Creadores y Artistas del Ayuntamiento de Madrid (Narrativa): El libro de Toji.
- (2021) Beca de creación III «Residencias Academia de Cine»: La candidata.
- (2021) III Premio Fundación Antonio Gala: El libro de Toji.
- (2023) Nominado en los XXV «Premios Iris» a Mejor Guion de Ficción y Mejor Ficción, Academia de Televisión: Las noches de Tefía.
- (2024) «Premio GLAAD» a Mejor Serie de Ficción de Habla Hispana: Las noches de Tefía.
- (2024) Sección Oficial, fuera de concurso, en el 81º Festival Internacional de Cine de Venecia: Los años nuevos.
- (2025) Nominado en los «Premios Feroz» 2025 a Mejor Guion y Mejor Serie Dramática, AICE: Los años nuevos.
- (2025) Nominado en los «Premios ALMA» 2025 a Mejor Guion de Serie Dramática, ALMA Sindicato de Guionistas: Los años nuevos.
- (2025) Beca de creación XII «Laboratorio de Creación de Series de TV Fundación SGAE»: La candidata.

## Estudios sobre su obra
- Leonard, Candyce. Sueños de Arena by Antonio Rojano. Review. Revista ESTRENO, Vol. 36.1, Primavera 2010, págs. 99-100.
- Gabriele, John P. Catorce voces emergentes del teatro español actual. Anales de Literatura Española Contemporánea, Vol. 35.2, Año 2010, págs. 235-261.
- Leonard, Candyce. La edad de la intranquilidad: terrorismo y el fin del sueño americano. Revista SIGNA, n.º 20, Año 2011, págs. 141-165.
- Pérez-Rasilla, Eduardo. La escritura más joven. Algunas notas sobre la escritura dramática emergente en España. Revista ACOTACIONES, Vol. 27, julio-diciembre de 2011, págs. 13-32.
- Pérez-Rasilla, Eduardo. Notas sobre la dramaturgia emergente en España. Revista virtual DON GALÁN, n.º 2, CDT, 2012.
- Fox, Manuela. El teatro de Antonio Rojano. Dentro del estudio "Creadores jóvenes en el ámbito teatral (20+13=33)". Editorial Verbum, 2014.
- Ambrosi, Paola. La dramaturgia de Antonio Rojano. Cuadernos de Dramaturgia Contemporánea, n.º 19, Muestra de Teatro Español de Autores Contemporáneos, 2014.
- Sadowska-Guillon, Irène. Nouvelles Dramaturgies Espagnoles. Critical Stages, June/Juin: Issue n.º 11, 2015. (en francés)
- Pérez-Rasilla, Eduardo. Notas para un panorama del teatro español actual. Teatro en España: Perspectivas para el siglo XXI, Cuadernos AISPI, 7/2016.